# Bahnhof Denfert-Rochereau

Der Bahnhof Denfert-Rochereau (französisch Gare de Denfert-Rochereau, früher auch Gare de Sceaux, ursprünglich Gare de Paris-d’Enfer oder Embarcadère de Sceaux) liegt an der Place Denfert-Rochereau im Quartier du Petit-Montrouge des 14. Arrondissements der französischen Hauptstadt Paris. Er ist einer der wenigen und zudem der älteste der noch erhaltenen Bahnhöfe aus den ersten Tagen der französischen Eisenbahn. Heute halten dort die Züge der Linie B des S-Bahn-ähnlichen Réseau express régional d’Île-de-France (RER).

## Geschichte

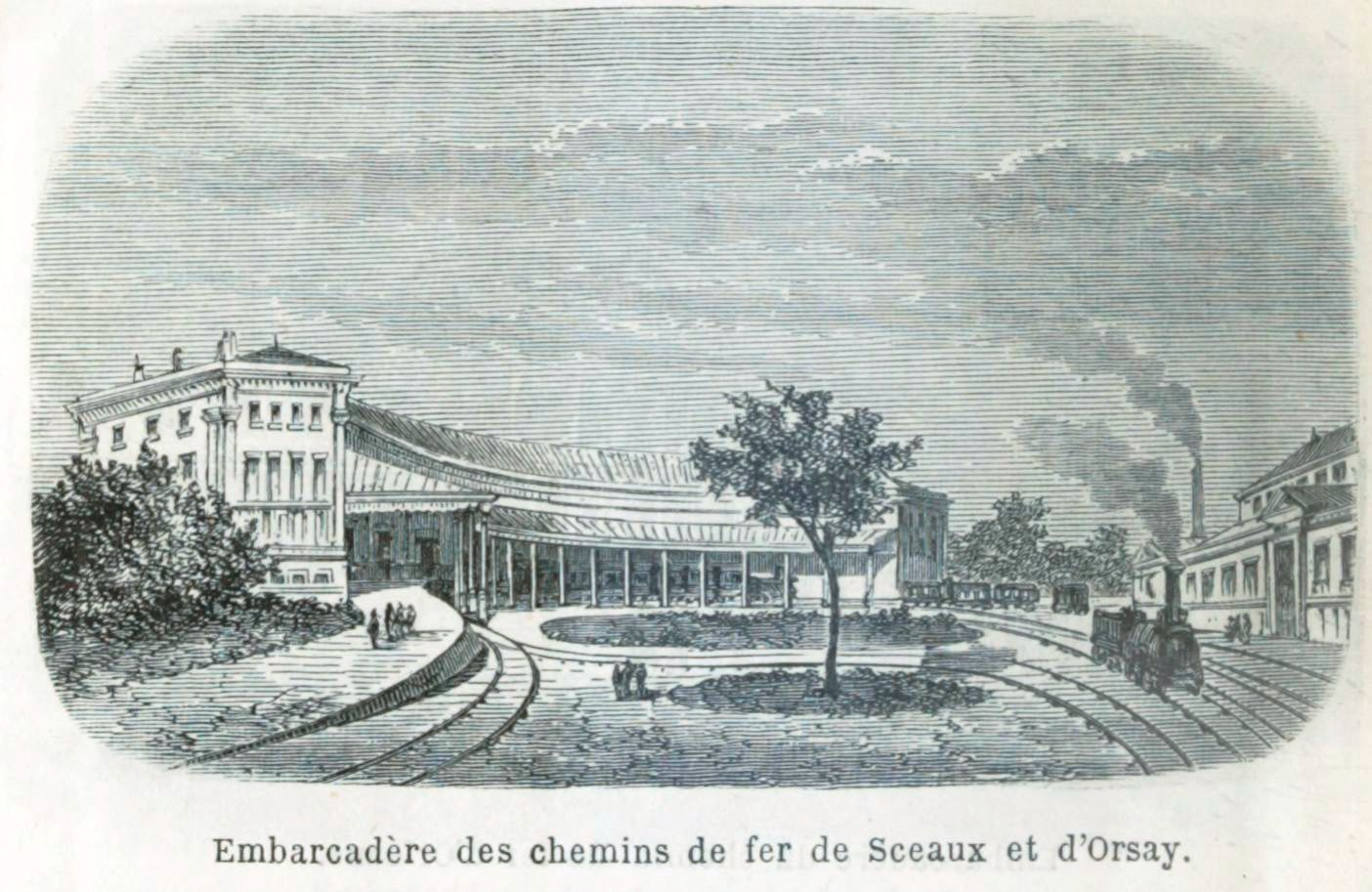
Anlage auf einem Stich aus den 1850er Jahren

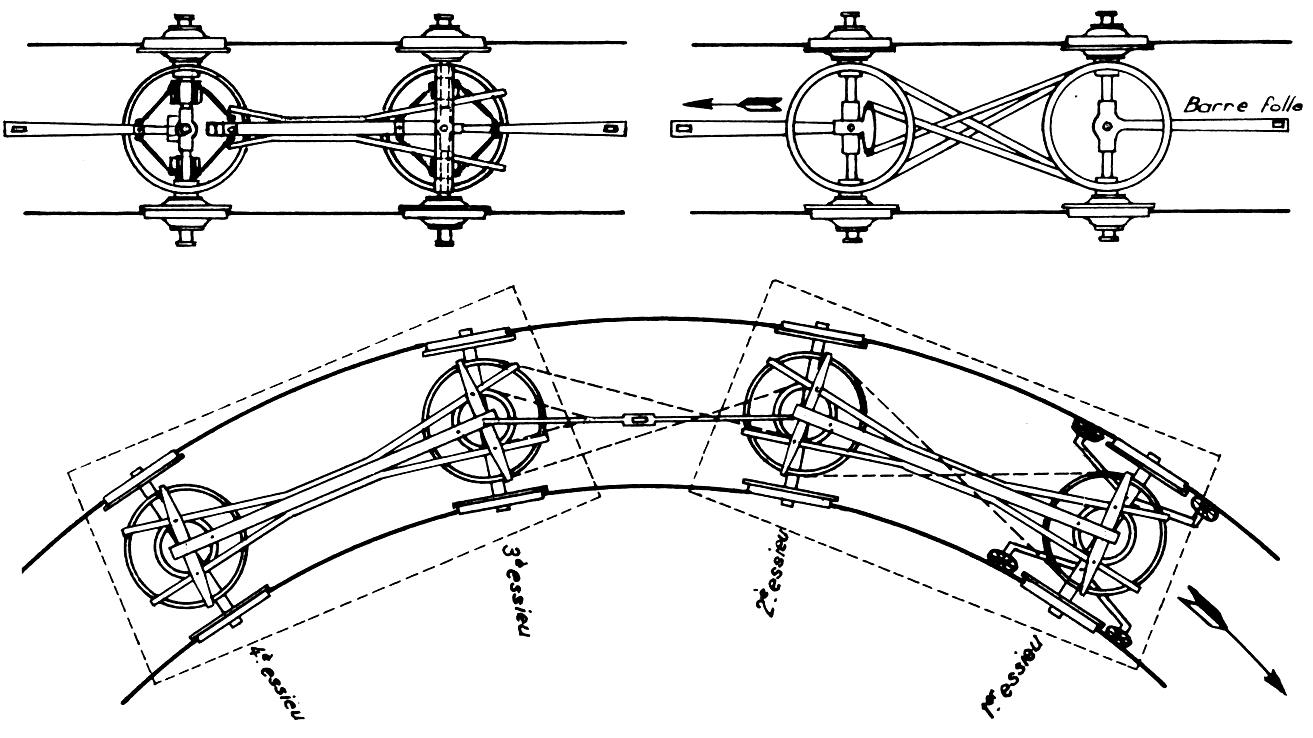
Schema des Arnoux-Systems

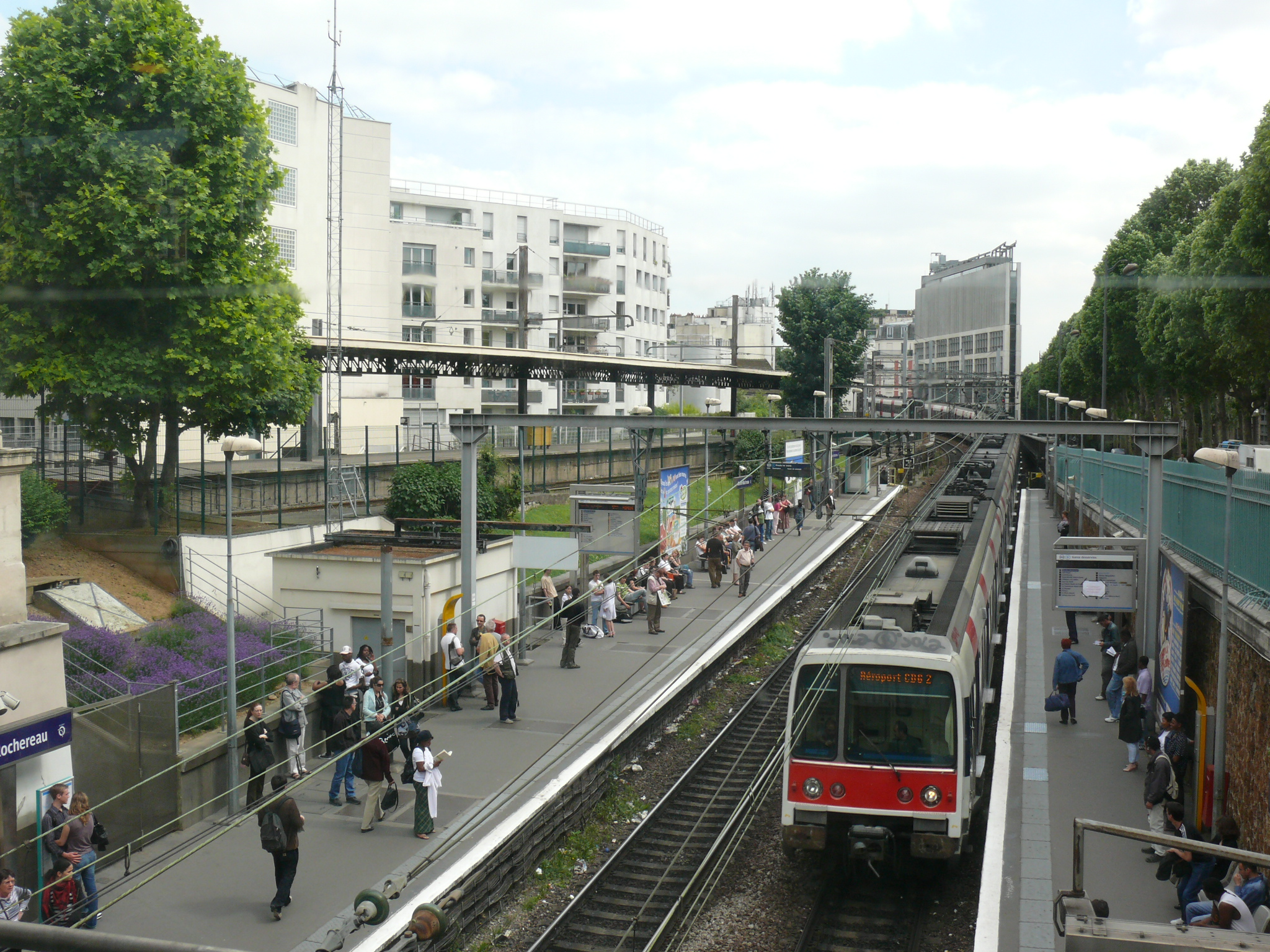
Durchgangsstation der RER-Linie B mit einem Zug der Baureihe MI 79, links der Mittelbahnsteig an den Stumpfgleisen

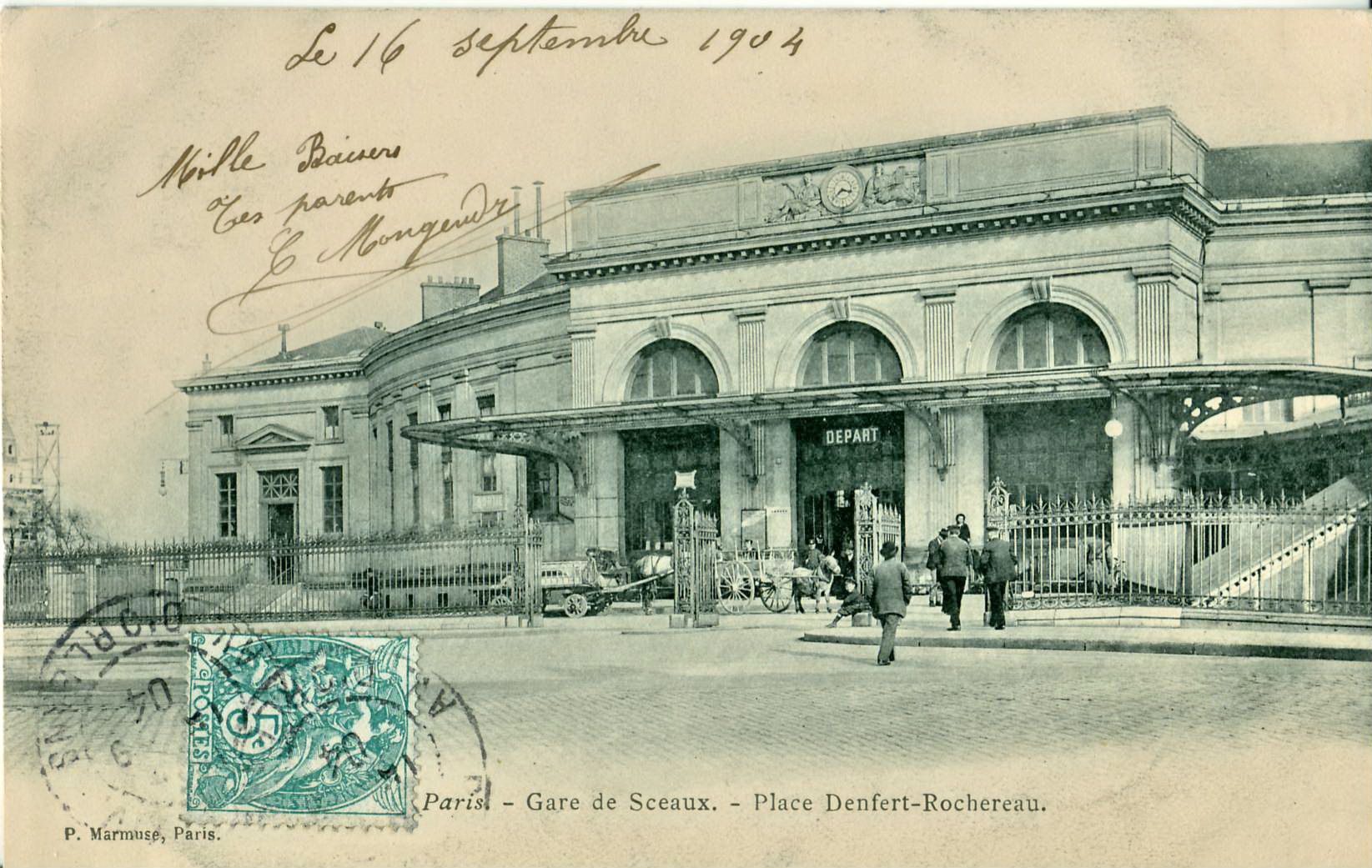
Empfangsgebäude um 1904

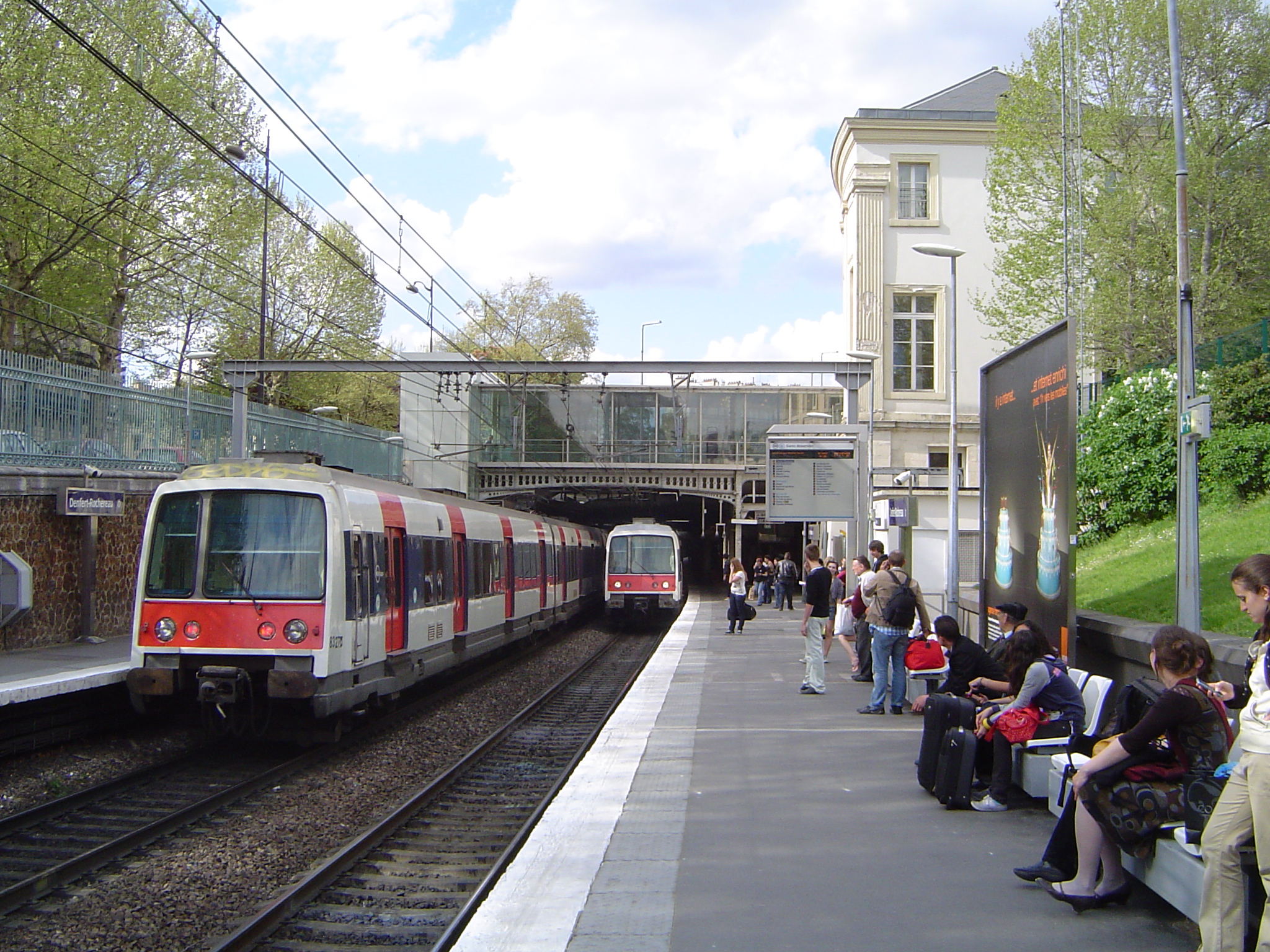
Durchgangsstation, Blick nach Norden

Der Bahnhof Gare de Paris-d’Enfer wurde zwischen 1842 und 1846 als nördlicher Endpunkt der Eisenbahnstrecke Ligne de Sceaux errichtet, die vom Stadttor Barrière d’Enfer in der Akzisemauer der Generalpächter zum Pariser Vorort Sceaux gebaut wurde. Die Bahngesellschaft Compagnie du Chemin de fer de Paris à Sceaux wandt das nach seinem Erfinder Jean-Claude-Républicain Arnoux als Système Arnoux bezeichnete Prinzip an, bei dem die Achsen der Fahrzeuge nach einem komplizierten Verfahren in den Kurven in Abhängigkeit vom Kurvenradius gedreht wurden. Im Unterschied zu den bis dahin verwendeten starren Achsen entfiel die Beeinträchtigung der Gleise durch schräg zu den Gleisen stehende Räder. Mit diesen Zügen konnten zudem sehr enge Kurven durchfahren werden. Die Endbahnhöfe erhielten daher jeweils eine eingleisige Wendeschleife, was ein Umsetzen der Lokomotive beim Kehren überflüssig machte. In Anpassung an diese Gleisführung erhielt das Pariser Empfangsgebäude einen Grundriss, der etwa einem Viertelkreis entsprach. Die Gleise wurden mit der damals wie heute unüblichen Spurweite von 1750 Millimeter verlegt.
Am 7. Juni 1846 eröffneten die Grafen von Nemours und von Montpensier, in Vertretung ihres Vaters, des französischen Königs Louis-Philippe I., den Bahnhof. Die Bahnstrecke ging am 23. Juni jenes Jahres in Betrieb.
1895 wurde die Ligne de Sceaux bei einer gleichzeitig stattfindenden Umspurung auf 1450 Millimeter unterirdisch bis zum Gare du Luxembourg verlängert. Das vom Ingenieur Dulong ursprünglich symmetrisch konzipierte Empfangsgebäude verlor einen Teil seines Südflügels. Denfert-Rochereau war fortan nicht mehr der Endbahnhof der Vorortstrecke, behielt aber neben den tiefergelegten Durchgangsgleisen zwei Stumpfgleise an einem Mittelbahnsteig. Die beiden mit Seitenbahnsteigen ausgestatteten Durchgangsgleise liegen westlich davon und verschwinden nördlich der Station in einem Tunnel. Bis 1937 betrieb die private Compagnie du chemin de fer de Paris à Orléans die Eisenbahnstrecke und elektrifizierte diese auch. Daraufhin ging die Strecke in den Besitz der Compagnie du chemin de fer métropolitain de Paris (CMP) über, die 1948 von der neugegründeten staatlichen Nahverkehrsgesellschaft RATP übernommen wurde.
1977 verlängerte die RATP die Eisenbahnstrecke vom Gare de Luxembourg weiter unterirdisch bis zum innerstädtischen Bahnhof Châtelet - Les Halles. Mit der Eröffnung des neuen Tunnels begann auch der Betrieb des neuen Pariser Vorortnetzes Réseau Express Régional (RER) auf der Strecke. Die Ligne de Sceaux gehört seitdem zur RER-Linie B, der Bahnhof Denfert-Rochereau hat sich aber nicht mehr wesentlich verändert.
Seit 1906 besteht ein Übergang zur parallel zu den Eisenbahngleisen angelegten Station Denfert-Rochereau der Métro.